# Luca Kilian
Luca Kilian, né le 1er septembre 1999 en Allemagne, est un footballeur allemand  qui évolue au poste de défenseur au FC Cologne.

## Biographie

### En sélection
Le 5 septembre 2019, il joue son premier match avec les espoirs, lors d'une rencontre amicale face à la Grèce (victoire 2-0).

## Statistiques
| Saison                | Club                  | Championnat           | Championnat | Championnat | Coupe(s) nationale(s) | Coupe(s) nationale(s) | Compétition(s) continentale(s) | Compétition(s) continentale(s) | Compétition(s) continentale(s) | Total | Total |
| Saison                | Club                  | Division              | M.          | B.          | M.                    | B.                    | Comp.                          | M.                             | B.                             | M.    | B.    |
| 2019-2020             | SC Paderborn          | Bundesliga            | 14          | 0           | 1                     | 0                     | -                              | -                              | -                              | 15    | 0     |
| Sous-total            | Sous-total            | Sous-total            | 14          | 0           | 1                     | 0                     | -                              | 0                              | 0                              | 15    | 0     |
| 2020-2021             | FSV Mayence 05        | Bundesliga            | 6           | 0           | 1                     | 0                     | -                              | -                              | -                              | 7     | 0     |
| 2021-2022             | FSV Mayence 05        | Bundesliga            | 1           | 0           | -                     | -                     | -                              | -                              | -                              | 1     | 0     |
| Sous-total            | Sous-total            | Sous-total            | 7           | 0           | 1                     | 0                     | -                              | 0                              | 0                              | 8     | 0     |
| 2021-2022             | FC Cologne (prêt)     | Bundesliga            | 30          | 1           | 1                     | 0                     | -                              | -                              | -                              | 31    | 1     |
| 2022-2023             | FC Cologne            | Bundesliga            | 16          | 1           | -                     | -                     | C4                             | 6                              | 0                              | 22    | 1     |
| 2023-2024             | FC Cologne            | Bundesliga            | 11          | 0           | 1                     | 0                     | -                              | -                              | -                              | 12    | 0     |
| Sous-total            | Sous-total            | Sous-total            | 57          | 2           | 2                     | 0                     | -                              | 6                              | 0                              | 65    | 2     |
| Total sur la carrière | Total sur la carrière | Total sur la carrière | 78          | 2           | 4                     | 0                     | -                              | 6                              | 0                              | 88    | 2     |